# Jeff Banks
Jeff Banks (* 17. března 1943) je velšský módní návrhář. Narodil se v jihovelšském městě Ebbw Vale. V roce 1964 si v Londýně založil butik Clobber. Koncem sedmdesátých let založil módní řetězec Warehouse. Byl autorem televizního pořadu The Clothes Show vysílaného na BBC One v letech 1986 až 2000. V roce 1975 konvertoval k buddhismu.